# Harold und Maude
Harold und Maude ist eine schwarze Komödie von Hal Ashby aus dem Jahr 1971. Sie entstand nach einem Drehbuch von Colin Higgins, der die Geschichte unter demselben Titel noch im selben Jahr als Roman herausbrachte. Als Harold und Maude veröffentlicht wurde, blieb der Erfolg bei Kritikern und Publikum zunächst aus. In den nachfolgenden Jahren entwickelte sich der Film jedoch sukzessive zum Publikumsliebling und wird bis heute als Kultfilm gehandelt. Das New-Hollywood-Werk wurde unter anderem ins National Film Registry aufgenommen.

## Handlung
Der etwa 20-jährige Harold lebt mit seiner wohlhabenden Mutter in einer Villa in Kalifornien. Er hat eine schwierige Beziehung zu der Mutter, die sein Leben kontrolliert, ihm aber gleichzeitig kaum Zuneigung schenkt. Für seine Mutter ist gesellschaftliche Etikette und Stellung das Wichtigste. Er versucht immer wieder, durch realistisch inszenierte Schein-Suizide ihre Aufmerksamkeit zu erlangen. Er ist vom Tod fasziniert, was sich auch in den fingierten Selbsttötungen ausdrückt. Anfangs fährt er einen gebrauchten, zum Leichenwagen umgerüsteten Cadillac, später baut er das Geschenk seiner Mutter, einen silbernen Jaguar E-Type, ebenfalls zu einem Leichenwagen um. Seine Mutter reagiert auf sein exzentrisches Verhalten, indem sie ihn zu wenig hilfreichen Gesprächen mit einem Psychiater schickt.
Harold fühlt sich auch zu Friedhöfen und Beerdigungen hingezogen. Bei den Bestattungen begegnet er mehrmals der exzentrisch anmutenden 79-jährigen Maude. Sie freunden sich bald an. Maude ist wie ein Gegenpol zu ihm: unkonventionell, energisch, impulsiv und lebensfroh – weil sie auch schlimme Zeiten durchgemacht hat. Später wird in einer Einstellung eine tätowierte Nummer auf ihrem Arm gezeigt, die sie als Überlebende eines nationalsozialistischen Konzentrations- oder Vernichtungslagers ausweist; an anderer Stelle teilt sie Kindheitserinnerungen an das Wien der Kaiserzeit. Trotz ihrer unterschiedlichen Charaktere fühlen sich die beiden zueinander hingezogen und verbringen immer mehr Zeit miteinander.
Gleichzeitig versucht Harolds Mutter, ihn über eine Heiratsagentur mit jungen Frauen zu verkuppeln. Harolds Selbstmord-Inszenierungen sorgen jedoch dafür, dass die ersten beiden Kandidatinnen entsetzt flüchten. Erst sein drittes Date, eine Schauspielerin, scheint eine gewisse Leidenschaft für das Makabere zu teilen. Als Harolds Mutter ihn mithilfe seines Onkels, des kriegsbegeisterten, einarmigen Generals Victor Ball, in den Vietnamkrieg schicken möchte, wissen Harold und Maude dies mit einer List zu verhindern: In Gegenwart von Onkel Victor bringt der fanatisiert wirkende Harold scheinbar eine von Maude gespielte Friedensaktivistin um, woraufhin Victor seinen Neffen lieber nicht in den Krieg schicken möchte.
Im Laufe seiner Beziehung zu Maude lernt Harold das Leben schätzen und sie unternehmen verschiedene, teilweise gesetzeswidrige Aktivitäten. So setzen sie gemeinsam einen schwächelnden Baum aus der Großstadt im Wald aus. Es wird auch angedeutet, dass Harold und Maude eine gemeinsame Liebesnacht verbringen. Er emanzipiert sich zusehends von seiner Mutter und verkündet dieser schließlich zu ihrem Entsetzen, dass er Maude liebe und sie heiraten wolle. 
Wenig später feiern Harold und Maude gemeinsam Maudes 80. Geburtstag. Doch Maude hat beschlossen, an diesem Tag zu sterben, da sie dies für das richtige Alter hält, um abzutreten. Dem entsetzten Harold unterbreitet sie, dass sie bereits entsprechende Tabletten zu sich genommen habe. Er bringt sie ins Krankenhaus, aber es ist zu spät. In der vorletzten Szene stürzt Harolds Jaguar die Klippen hinunter. Der Eindruck, dass Harold sich ebenfalls getötet habe, wird in der nächsten Szene entkräftet: Er steht oben auf den Felsen und spielt auf dem Banjo, das Maude ihm geschenkt hat.

## Hintergrund
Der junge Filmstudent Colin Higgins schrieb Harold und Maude für ein Drehbuchseminar. Er thematisierte darin humorvoll zwei gesellschaftliche Tabus: den selbstbestimmten Tod sowie eine romantische Liebesbeziehung bei erheblichem Altersunterschied. Über Umwege geriet das Filmskript an den Filmproduzenten Stanley R. Jaffe von Paramount Pictures, der es Higgins abkaufte. Zunächst sollte Higgins auch die Regie übernehmen, doch hielt das Studio ihn für zu unerfahren. Schließlich wurde der als unkonventionell geltende Regisseur Hal Ashby dafür verpflichtet. Die Zusammenarbeit zwischen Ashby und dem Autor Higgins am Filmset verlief friedlich: Higgins, der als Koproduzent fungierte, sah sich – da er angehender Regisseur war – die Arbeitsweise von Hal Ashby genau an, um von ihm zu lernen. Noch im Jahr der Filmveröffentlichung brachte Higgins den Roman Harold and Maude heraus, in dem die Figuren des Filmskripts weiter ausgebaut sind.
Für die Rolle der Maude wurde eine lange Liste verschiedener Grandes Dames der Schauspielerei in Betracht gezogen: Peggy Ashcroft, Edith Evans, Gladys Cooper, Celia Johnson, Lotte Lenya, Luise Rainer, Pola Negri, Minta Durfee, Edwige Feuillère, Elisabeth Bergner, Mildred Natwick, Mildred Dunnock, Dorothy Stickney und sogar die Schriftstellerin Agatha Christie. Die Wahl fiel schließlich auf die gefeierte Schauspielerin und Autorin Ruth Gordon, die 1969 für ihre Rolle in Rosemaries Baby den Oscar als Beste Nebendarstellerin gewonnen hatte. Ähnlich wie ihre Filmfigur Maude galt auch die damals 74-jährige Gordon als unkonventionelle und energische Persönlichkeit. Für die Rolle des Harold waren Richard Dreyfuss, Bob Balaban, John Savage, John Rubinstein und auch der junge Elton John im Gespräch gewesen, ehe die Wahl auf Bud Cort fiel. Mit seiner Filmfigur hatte Cort die enge Beziehung zu einer älteren Person gemein; er lebte von 1970 bis zu dessen Tod im Haus des betagten Star-Komikers Groucho Marx, der ein enger Freund von ihm war.
Regisseur Hal Ashby hatte zunächst eine Sexszene zwischen Harold und Maude geplant. Aber die Produzenten von Paramount lehnten dies schockiert ab. Stattdessen deutete Ashby den Sex im Film nur an; Harold und Maude sind in einer Einstellung zu sehen, wie sie morgens nebeneinander im Bett liegen. Während Maude schläft, bläst Harold Seifenblasen. Der Original-Kinotrailer enthielt noch eine Liebesszene, die für die Kinofassung jedoch herausgeschnitten wurde.
Zu den Drehorten des Films gehörten die Bucht von San Francisco, die Sutro Baths in Lands End sowie der Friedhof Holy Cross Cemetery in Colma und der Friedhof Golden Gate National Cemetery in San Bruno. Als Drehort für die Villa der Familie Chasen diente die Rose Court Mansion in Hillsborough bei San Francisco.
Regisseur Hal Ashby hat einen Cameo-Auftritt auf dem Jahrmarkt, man sieht ihn als bärtigen Mann in der ersten Einstellung mit der Modelleisenbahn. Auch Cat Stevens übernahm einen Cameo-Auftritt als Besucher einer Beerdigung. Der mit Regisseur Ashby gut befreundete Tom Skerritt übernahm die Rolle des Motorradpolizisten, nachdem sich der ursprüngliche Darsteller bei den Dreharbeiten ein Bein gebrochen hatte. Skerritt wird im Filmabspann nicht unter seinem eigentlichen Namen, sondern als M. Borman erwähnt – in Anspielung an den Nazi-Verbrecher Martin Bormann. Dieser war zum Zeitpunkt der Dreharbeiten noch verschollen und sein Verbleib Gegenstand vieler Spekulationen. Skerritt machte am Filmset einen Witz, Bormann sei wohl nach Kalifornien gezogen und dort Polizist geworden, woraufhin Ashby ihn im Abspann als M. Borman nennen ließ.
Im deutschen Fernsehen war der Film erstmals am 2. Januar 1976 im Abendprogramm der ARD zu sehen.

## Soundtrack
Die Filmmusik stammt von Cat Stevens und enthält mit Don’t Be Shy und If You Want to Sing Out, Sing Out zwei Stücke, die speziell für den Film komponiert wurden. Die Originalaufnahmen der anderen Lieder stammen von den Alben Mona Bone Jakon und Tea for the Tillerman. Ein Soundtrack-Album wurde erst im Dezember 2007 veröffentlicht, die Lieder des Soundtracks sind vorher jedoch großteils 1984 auf einer CD mit dem Titel Footsteps in the Dark: Greatest Hits Vol. 2 erschienen.
Die Lieder in der Reihenfolge, wie sie im Film zu hören sind:
- Don’t Be Shy
- On the Road to Find Out
- I Wish, I Wish
- Miles from Nowhere
- Tea for the Tillerman
- I Think I See the Light
- Where Do the Children Play?
- If You Want to Sing Out, Sing Out
- Trouble

Das Stück If You Want to Sing Out zieht sich wie ein roter Faden durch den Film.
36 Jahre nachdem der Film ins Kino gekommen war, initiierte der Filmregisseur Cameron Crowe die Veröffentlichung der kompletten Zusammenstellung als regulären Tonträger. Das Soundtrack-Album erschien als farbige Vinyl-LP, limitiert auf 2.500 Exemplare.
Neben sämtlichen Titeln aus dem Film befinden sich darauf alternative Versionen und Interviews, ein 36-seitiges Booklet und ein Poster sowie bei einer weiteren limitierten Ausgabe eine zusätzliche Vinyl-Single mit jeweils einer bisher unveröffentlichten Version der Stücke Don’t Be Shy und If You Want to Sing Out, Sing Out. Die Titelliste:
Seite 1:
1. Don’t Be Shy
2. On the Road to Find Out
3. I Wish, I Wish
4. Miles from Nowhere
5. Tea for the Tillerman
6. I Think I See the Light

Seite 2:
1. Where Do the Children Play?
2. If You Want to Sing Out, Sing Out
3. If You Want to Sing Out, Sing Out (Banjo Instrumental)*
4. Trouble
5. Don’t Be Shy (alternative Version)*
6. If You Want to Sing Out, Sing Out (Instrumental Version)*

## Synchronisation
Die deutsche Synchronfassung entstand 1974 im Auftrag der ARD bei der Berliner Synchron. Für Synchronregie und Dialogbuch war Joachim Kunzendorf verantwortlich.
| Rolle                      | Schauspieler(in) | Synchronsprecher(in)    |
| -------------------------- | ---------------- | ----------------------- |
| Harold Chasen              | Bud Cort         | Mathias Einert          |
| Maude                      | Ruth Gordon      | Alice Treff             |
| Mrs. Chasen                | Vivian Pickles   | Eva Katharina Schultz   |
| Brigadegeneral Victor Ball | Charles Tyner    | Friedrich W. Bauschulte |
| Candy Gulf                 | Judy Engles      | Cornelia Meinhardt      |
| Edith Phern                | Shari Summers    | Heidi Fischer           |
| Sunshine Doré              | Ellen Geer       | Evelyn Gressmann        |
| Pfarrer                    | Eric Christmas   | Klaus Miedel            |
| Psychiater                 | George Wood      | Lothar Blumhagen        |
| Motorradpolizist           | Tom Skerritt     | Andreas Mannkopff       |

## Rezeption

### Kritiken
Bei seiner Premiere im Jahr 1971 ab dem 20. Dezember fiel der Film bei der Kritik durch. So nannte ihn etwa die Zeitschrift Variety eine „geschmacklose schräge Komödie“, die den gleichen Witz aufweise „wie ein in Flammen stehendes Waisenhaus“. Roger Ebert meinte, dass der Tod potenziell witzig sein könne, aber nicht wie in Harold und Maude. Inzwischen hat sich die Rezeption des Films jedoch grundlegend gewandelt. Auf Rotten Tomatoes wurden zuletzt 86 % positive Kritiken gezählt. Zusammenfassend heißt es dort: „Hal Ashbys Komödie kann für manche zu düster sein und manchmal etwas übertrieben, aber der Film lebt von seinem warmen Humor und großem Herz.“
Das Lexikon des internationalen Films bezeichnete den Film als „[e]ine sanft anarchistische Komödie, die die verträumte Lebenslust der amerikanischen Blumenkinder der späten 60er-Jahre beschwört und vom Charme ihrer Hauptdarsteller profitiert“. Reclams Filmführer sieht ihn als „effektvollen Rundumschlag“. Ashby habe hier eine „Komödie voller Widerhaken“ gedreht, „ein skurriles Spiel, das für Individualität ebenso wirbt wie für Pragmatismus und das die Ohnmacht der Institutionen bei der Lösung zwischenmenschlicher Konflikte zeigt. Der ‚American Way of life‘ erscheint als Schreckensvision, die traditionellen Ordnungskräfte wie Militär und Polizei sind zur Karikatur degeneriert, und der Glaube eines Psychoanalytikers an seine Wissenschaft ist nur noch Anlass zur Belustigung.“

### Publikumserfolg
Auch beim Publikum war Harold und Maude zunächst ein Flop, entwickelte sich jedoch schon wenige Jahre später allmählich zu einem Kultfilm. So läuft er zum Beispiel seit dem 6. Juni 1975 jeden Sonntag im „Galerie Cinema“ in Essen-Rüttenscheid in der Originalfassung mit deutschen Untertiteln. Auch in den Vereinigten Staaten wurde Harold und Maude in den 1970er-Jahren erneut mit Erfolg ins Kino gebracht, in Paris lief er über zwei Jahre in einem Kino. Im Jahr 1983 wurde der Film profitabel; woraufhin an Regisseur Hal Ashby, Drehbuchautor Colin Higgins und Hauptdarstellerin Ruth Gordon erstmals Gewinnbeteiligungen für den Film ausgeschüttet wurden, die sie sich für den Fall eines Erfolges gesichert hatten. Gordon gab an, sie habe den Brief mit der Nachricht einer Gewinnbeteiligung von 50.000 Dollar zunächst für Betrügerei gehalten.

### Auszeichnungen
Der Film erhielt zwei Golden-Globe-Nominierungen: Ruth Gordon in der Kategorie Beste Hauptdarstellerin und Bud Cort als bester Hauptdarsteller in einer Komödie. Der Film gewann 1974 den Hauptpreis des Filmfestivals Semana Internacional de Cine de Valladolid. Bud Cort wurde zudem 1973 mit dem französischen Étoile de Cristal als bester ausländischer Darsteller geehrt. 1997 wurde Harold und Maude in das National Film Registry aufgenommen. Der Film wurde vom American Film Institute auf Platz 9 der besten US-amerikanischen Filme im Genre Romantische Komödien gewählt.